# Mangifera andamanica
Mangifera andamanica är en sumakväxtart som beskrevs av George King. Mangifera andamanica ingår i släktet Mangifera och familjen sumakväxter. Inga underarter finns listade i Catalogue of Life.